# Comté de Montgomery (Alabama)
Pour les articles homonymes, voir Comté de Montgomery.
Le comté de Montgomery est un comté des États-Unis, situé dans l'État de l'Alabama.
Le comté a été créé le 6 décembre 1816, à la suite d'une division du comté de Monroe.
Le comté porte le nom de Lemuel P. Montgomery, jeune officier de l'armée des États-Unis tué à la bataille de Horseshoe Bend, ultime bataille de la guerre contre les Indiens Creek.
La ville de Montgomery, chef-lieu du comté, porte quant à elle le nom de Richard Montgomery, général de la guerre d'indépendance, tué en 1775 en tentant de capturer la ville de Québec.

## Démographie
| 1820  | 1830   | 1840   | 1850   | 1860   | 1870   | 1880   | 1890   |
| ----- | ------ | ------ | ------ | ------ | ------ | ------ | ------ |
| 6 604 | 12 695 | 24 574 | 29 711 | 35 904 | 43 704 | 52 356 | 56 172 |

| 1900   | 1910   | 1920   | 1930   | 1940    | 1950    | 1960    | 1970    |
| ------ | ------ | ------ | ------ | ------- | ------- | ------- | ------- |
| 72 047 | 82 178 | 80 853 | 98 671 | 114 420 | 138 965 | 169 210 | 167 790 |

| 1980    | 1990    | 2000    | 2010    | - | - | - | - |
| ------- | ------- | ------- | ------- | - | - | - | - |
| 197 038 | 209 085 | 223 510 | 229 363 | - | - | - | - |